# Liste des cavités naturelles les plus longues de la Haute-Garonne
La liste des cavités naturelles les plus longues de la Haute-Garonne recense, sous forme de tableau(x), les cavités souterraines naturelles connues dans ce département français, dont le développement est supérieur ou égal à mille mètres.
La communauté spéléologique considère qu'une cavité souterraine naturelle n'existe vraiment qu'à partir du moment où elle est « inventée » c'est-à-dire découverte (ou redécouverte), inventoriée, topographiée et publiée. Bien sûr, la réalité physique d'une cavité naturelle est la plupart du temps bien antérieure à sa découverte par l'homme ; cependant tant qu'elle n'est pas explorée, mesurée et révélée, la cavité naturelle n'appartient pas au domaine de la connaissance partagée.
La liste spéléométrique des 13 plus longues cavités naturelles de la Haute-Garonne (≥ mille mètres) est actualisée à fin décembre 2020.
La plus longue cavité souterraine naturelle répertoriée dans le département de la Haute-Garonne est « le réseau Félix Trombe », sur les communes de Herran et Arbas (cf. ligne 1 du tableau ci-dessous).

## Cavités de la Haute-Garonne (France) de développement supérieur à5 000 mètres
3 cavités sont recensées dans cette « classe I » au 1er mai 2025.
| Réf. | Cavité (autres noms)              | Commune          | Massif ou zone      | Coordonnées (WGS 84)        | Développe. (mètres) | Dénivel. (mètres) | Sources ou références                          | Mise à jour |
| ---- | --------------------------------- | ---------------- | ------------------- | --------------------------- | ------------------- | ----------------- | ---------------------------------------------- | ----------- |
| 1    | Réseau Félix Trombe - Henne Morte | Herran et Arbas  | Massif d'Arbas      | 42° 58′ 51″ N, 0° 53′ 52″ E | +126 343, m         | +1 001, m         | Coume-ouarnede.fr & Sylvestre Clément          | 2025-05     |
| 2    | Système souterrain de l'Hyder     | Urau et Cazavet  | Massif de l'Estélas | 43° 00′ 11″ N, 1° 01′ 08″ E | +013 200, m         | +0604, m          | Spelunca n°133, Sesame n°18 & Spéléo mag n°108 | 2014-00     |
| 3    | Grotte de la Maoure               | Izaut-de-l'Hôtel |                     | 43° 00′ 53″ N, 0° 44′ 05″ E | +005 959, m         | +0099, m          | plongeesouterraine.org & Spéléo mag n°73       | 2011-05     |

## Cavités de la Haute-Garonne (France) de développement compris entre2 000 mètreset4 999 mètres
5 cavités sont recensées dans cette « classe II » au 31 décembre 2020.
| Réf. | Cavité (autres noms)         | Commune                  | Massif ou zone      | Coordonnées (WGS 84)        | Développe. (mètres) | Dénivel. (mètres) | Sources ou références                         | Mise à jour |
| ---- | ---------------------------- | ------------------------ | ------------------- | --------------------------- | ------------------- | ----------------- | --------------------------------------------- | ----------- |
| 4    | Réseau du Pas du Loup        | Francazal                | Massif de l'Estélas | 43° 00′ 34″ N, 0° 59′ 54″ E | +003 575, m         | +0100, m          | Le Fil                                        | 2013-12     |
| 5    | Réseau du Burtetch - Riusec  | Milhas et Portet-d'Aspet |                     | 42° 57′ 20″ N, 0° 50′ 05″ E | +003 000, m         | +0240, m          | Spéléométrie de la France & Fabien Darne      | 2000-00     |
| 6    | Gouffre de la Faille Géniale | Herran                   |                     | 42° 58′ 35″ N, 0° 53′ 57″ E | +002 832, m         | +0297, m          | Spéléométrie de la France & Sylvestre Clément | 2018-04     |
| 7    | Grotte de Houaliech          | Juzet-d'Izaut            |                     | 42° 59′ 02″ N, 0° 45′ 06″ E | +002 180, m         | +0060, m          | Karsteau.org                                  | 2018-04     |
| 8    | Grotte de la Buhadère        | Boutx                    |                     | 42° 56′ 47″ N, 0° 49′ 33″ E | +002 039, m         | +0094, m          | Karsteau.org                                  | 2018-04     |

## Cavités de la Haute-Garonne (France) de développement compris entre1 500 mètreset1 999 mètres
2 cavités sont recensées dans cette « classe III » au 31 décembre 2020.
| Réf. | Cavité (autres noms) | Commune  | Massif ou zone | Coordonnées (WGS 84)        | Développe. (mètres) | Dénivel. (mètres) | Sources ou références            | Mise à jour |
| ---- | -------------------- | -------- | -------------- | --------------------------- | ------------------- | ----------------- | -------------------------------- | ----------- |
| 9    | Grotte de Coume Nère | Herran   | Massif d'Arbas | 42° 58′ 03″ N, 0° 51′ 54″ E | +001 753, m         | +0121, m          | Karsteau.org & Sylvestre Clément | 2018-04     |
| 10   | Grotte de Saint-Paul | Estadens |                | 43° 01′ 59″ N, 0° 48′ 48″ E | +001 500, m         | NC m              | Karsteau.org                     | 2018-04     |

## Cavités de la Haute-Garonne (France) de développement compris entre1 000 mètreset1 499 mètres
3 cavités sont recensées dans cette « classe IV » au 31 décembre 2019.
| Réf. | Cavité (autres noms) | Commune              | Massif ou zone      | Coordonnées (WGS 84)        | Développe. (mètres) | Dénivel. (mètres) | Sources ou références       | Mise à jour |
| ---- | -------------------- | -------------------- | ------------------- | --------------------------- | ------------------- | ----------------- | --------------------------- | ----------- |
| 11   | Grotte de Montespan  | Ganties et Montespan |                     | 43° 04′ 22″ N, 0° 50′ 59″ E | +001 212, m         | +0020, m          | Page Wikipedia              | 2000-00     |
| 12   | Grotte de Montsaunès | Montsaunès           |                     | 43° 06′ 57″ N, 0° 56′ 20″ E | +001 165, m         | +0004, m          | Karsteau.org & Grottocenter | 2000-00     |
| 13   | Gouffre de Damoclès  | Urau                 | Massif de l'Estélas | 42° 58′ 56″ N, 0° 57′ 50″ E | +001 000, m         | +0300, m          | Spelunca n°108              | 2007-00     |